# Sill och potatis

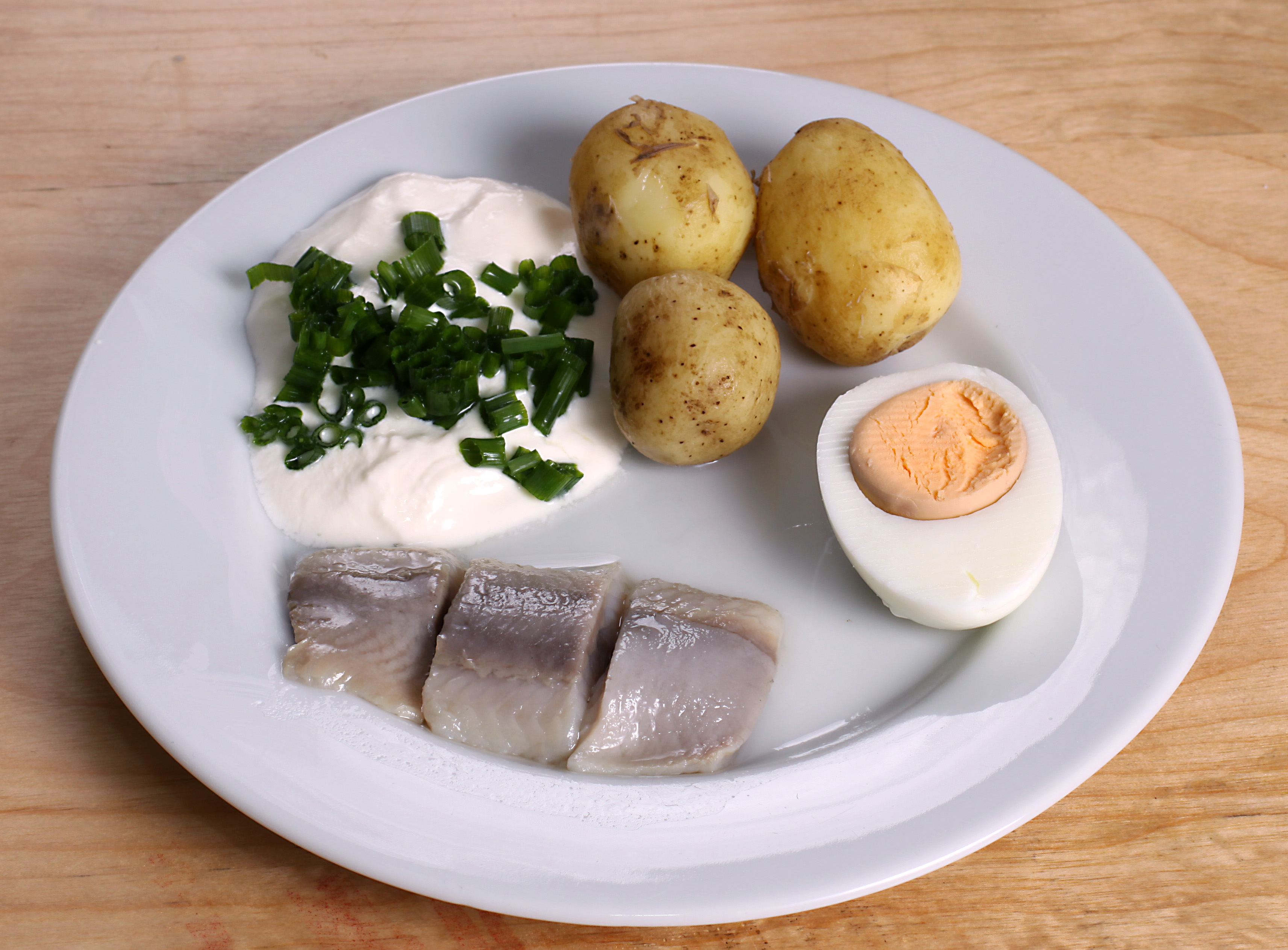

Sill och potatis är en svensk maträtt som huvudsakligen består av potatisar och, oftast, inlagd sill. Tillbehör som ägg, knäckebröd, gräddfil och gräslök används som komplement. Sill och potatis äts ofta under högtider som midsommar- och julafton.
Den 8 mars 2017 utsågs sill och potatis till Sveriges nationalrätt i radioprogrammet Morgonpasset i P3 via en lyssnaromröstning.